# Футбольні хулігани

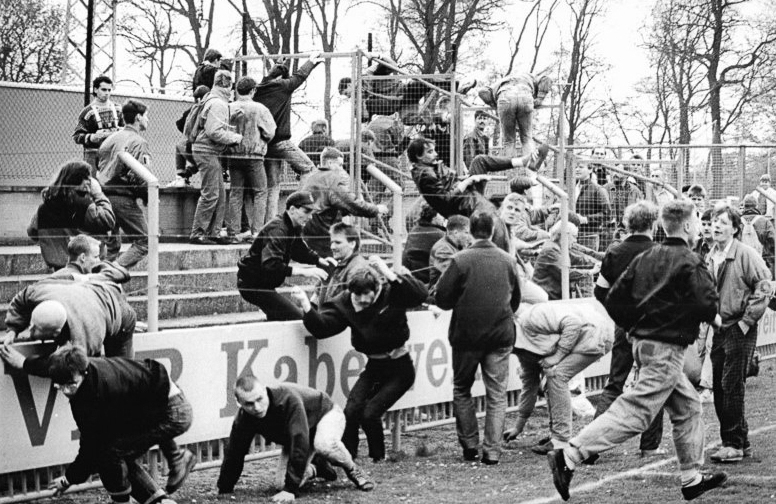
Бійка на матчі Кубка Німеччини 1989/90 між уболівальниками «Локомотива» (Лейпциґ) і «Динамо» (Шверін)

Футбольні хулігани — особи, які порушують громадський порядок, пов'язуючи свої дії з футбольними пристрастями і обґрунтовуючи їх ними. Деякі розцінюють цей рух як субкультуру. Як правило, злочини на ґрунті футбольного хуліганства здійснюються до або після футбольних матчів, а також у місцях великих скупчень футбольних уболівальників.

## Зародження
Витоки навколофутбольного насильства беруть свій початок у Британії. Англійський футбол знайомий з інцидентами, пов'язаними з футбольними заворушеннями, починаючи з XIX століття. Уже в ті далекі часи шанувальники команд та й самі гравці нерідко сходилися «стінка на стінку» після фінального свистка арбітра. Проте футбольне хуліганство у сучасному вигляді почало зароджуватися у Великій Британії наприкінці 1950-х років.

## Розвиток
У середині 1960-х років склалася ситуація, коли трибуни англійських стадіонів приблизно на 70% складалися з тих, хто ототожнював себе з футбольним насильством. Кожен другий матч закінчувався серйозними бійками, деякі райони міст на час матчів перетворювалися на заборонені зони. З одного міста в інше з чітко визначеною метою виявити найсильнішого виїжджало від 400 до 7000 осіб.  Внаслідок цього тисячі звичайних шанувальників гри стали триматися подалі від стадіонів, а телетрансляції стали для них єдиною альтернативою відвідування матчів.
Ситуація не покращилася, коли телебачення, крім самої гри, стало демонструвати масові бійки за участю вболівальників. Це не тільки надихало хуліганів, але й було новим засобом суспільного розголосу і самореклами. Аналогічна ситуація спостерігалася і в пресі — колекціонування газетних нотаток стало справжнім захопленням для багатьох фанатів.
Ситуація змусила владу втрутитися. Були значно посилені закони, що регулюють правопорядок; на найзапекліших і небезпечних для суспільства хуліганів заводили спеціальні картотеки. Багато хто з хуліганів опинилися за ґратами, іншим було довічно заборонено відвідувати футбольні матчі. Поліція впроваджувала своїх людей у фанатське середовище, виявляючи лідерів і запобігаючи можливому очному протистоянню. Згодом розвиток технологій уможливив спостереження стадіонів та прилеглих територій камерами відеоспостереження, що значно підвищило ймовірність упізнання та викриття й арешт хуліганів.
Наприкінці 1970-х — початку 1980-х років внутрішня проблема Англії набрала загальноєвропейський масштаб. Флагманами англійського виїзного руху стали фанати «Ліверпуля», які поступово стали прищеплювати європейцям свій «стиль підтримки клубу», включаючи побоїща і погроми у всіх містах, де волею жереба випадало грати їх клубу.
Насильство було присутнє й у протистояннях німецьких хуліганів, названих «куттен», серед яких було модно носити шкіряні куртки. Піком руху були кінець 1970-х — 1980-ті роки. У 1990-х роках до Німеччини проник і почав розвиватися стиль уболівання ультрас.

### Ейзельська трагедія і трагедія на Гіллсборо
Справа дійшла до того, що після трагічних подій, що відбулися в 1985 році на бельгійському стадіоні «Ейзель», де на фінальному матчі Кубка Європейських Чемпіонів між клубами «Ювентус» і «Ліверпуль» у результаті футбольних безладів загинуло 39 уболівальників, УЄФА відсторонила на 3 роки всі англійські клуби від участі в єврокубках, а «Ліверпуль» був відсторонений на 5 років.
Оскільки гра транслювалася в прямому ефірі, то картина трагедії обійшла практично весь світ. В результаті жорстоких заходів, прийнятих владою Англії, багато хуліганських груп припинили своє існування, інші ж, прийшовши в шок від побаченого на екранах, самі повернулися до нормального життя. Поступово рух загасав, і причин цьому було кілька. Першою була соціальна переорієнтація молоді. На початку 1990-х років Британію захопила танцювальна рейв-культура з великою кількістю наркотиків, яка вивела хуліганський рух з моди. Важливу роль у поступовому охолодженні руху зіграла і трагедія, що сталася на Шеффілдському стадіоні «Гіллсборо» 15 квітня 1989 року, де в результаті тисняви загинуло 96 ліверпульських уболівальників. Англія пережила шок, деякий час люди боялися ходити на стадіони. Англійські футбольні діячі зробили багато кроків для покращення комфорту на стадіонах, щоб подібного не повторилося, згодом їхній досвід переймали інші країни.

## Рух у СРСР
Процес зародження нової для країни субкультури безпосередньо пов'язаний з початком виїзної діяльності певної частини шанувальників радянських клубів. Першими відвідувати гостьові гри свого клубу на початку 1970-х стали шанувальники «Спартака», незабаром до них приєдналися фанати інших московських команд, а також найактивніші уболівальники київського «Арсеналу» і ленінградського «Зеніта».
У середині 1980-х років ситуація змінилася. Після приходу до влади Михайла Горбачова та оголошення курсу на перебудову, фанати отримали набагато більше свободи, і клуби, оцінивши ефективність їх підтримки під час виїзних матчів, стали активно заохочувати присутність своїх шанувальників на гостьових іграх.
Рух почав набирати масовість, і погляди нової хвилі кинулися в бік Англії. Одним з основних наслідків англійської впливу стало різке зростання насильства серед уболівальників.
Уже в 1987 році відбулася одна з найбільших масових бійок в історії радянського футболу. На гру чемпіонату СРСР з футболу між київським «Динамо» і московським «Спартаком» вирушило приблизно 450 московських фанатів, які зуміли залучити вболівальників «Динамо» в грандіозну битву, що спалахнула в самому центрі Києва. У 1990 році радянські фанати заявили про себе й за кордоном, де велика група уболівальників московського «Спартака», що приїхала зі своєю командою до Праги, спровокувала громадські заворушення в центрі міста, довершуючи все нещадною битвою на стадіоні з уболівальниками місцевої «Спарти».

## Сучасний етап
На сучасному етапі англійський «навколофутбол» набрав риси так званого стилю «Casuals» (тобто звичайний). Основним принципом будь-якого англійського фаната є непомітність, відсутність клубних кольорів в одязі, символіки, що виділяється із загальної маси зовнішності.
Перетинання ворогуючих угруповань проходять далеко від стадіонів і в більшості випадків заздалегідь обумовлюються в Інтернеті або ж по телефону. Зміни в структурі англійського суспільства привели в рух більшу кількість досить заможних і освічених молодих людей, які надали йому більшу закритість і обачність. Проведені акції плануються тижнями і прораховуються до кожної деталі, ведуться інформаційні війни, проводяться відволікаючі маневри. З огляду на сучасні технічні можливості англійської поліції, яка досі вважає одним з пріоритетних напрямків боротьбу з навколофутбольних насильством, ці заходи в тій чи іншій мірі просто допомагають англійським хуліганам уникнути проблем із правоохоронцями.
Уболівальницький рух після 1990-х років став популярнішим і вишуканішим, велику роль у ньому тепер відіграють ультрас. Водночас деякі фахівці заявляють про виникнення змішування стилю ультрас і хуліганів, що отримало назву «хультрас».
Проблема футбольного хуліганізму досі актуальна в країнах Південно-Східної Європи: Греція, Італія, Польща, Росія, Україна, Сербія, Туреччина, Хорватія.
Українські ультрас брали активну участь в Революції гідності в 2013-2014 роках.

## Одяг
Однією з ключових особливостей футбольного хулігана є його одяг. Так звані "кежуальні" бренди прикрашають істинного вболівальника. Найбільш популярними є Weekend Offender, Stone Island, C.P Company та інші.